# Кампањоли Сера (Бреша)
Кампањоли Сера је насеље у Италији у округу Бреша, региону Ломбардија.
Према процени из 2011. у насељу је живело 65 становника. Насеље се налази на надморској висини од 118 м.